# Centrum Schwule Geschichte
El Centrum Schwule Geschichte e.V. (CSG; «Centro de historia gay») se define como un archivo y centro de investigación del movimiento LGBT en Colonia y Renania (Alemania).
El CSG fue creado en 1984 a partir de dos asociaciones anteriores: por una parte el Verein zur Erforschung der Geschichte der Homosexuellen in NRW e.V. («Asociación para el estudio de la historia de los homosexuales en Renania del Norte-Westfalia») con sus colecciones sobre la vida de los gais en y alrededor de Colonia, que se renombró como Rheinisches Schwulenarchiv («Archivo gay de Renania»), por otra parte el Arbeitskreis schwule Geschichte («Círculo de trabajo historia gay»), con sus estudios científicos y publicaciones, en las que tienen un papel muy importante las entrevistas con testigos. Ambas actividades continúan dentro del CSG.
La actividad del CSG es sobre todo el archivo de documentos relacionados con la historia de los hombres homosexuales en Renania. Además organiza exposiciones, conferencias y otras actividades educativas. También publica libros y folletos y trabajan en la revista Invertito, Jahrbuch für die Geschichte der Homosexualitäten «Invertito - Anuario para la historia de las homosexualidades».

## Publicaciones
- C. Limpricht/J. Müller/N. Oxenius (Ed.): Verführte Männer. Das Leben der Kölner Homosexuellen im Dritten Reich, Emons Verlag, Colonia 1991, ISBN 3-924491-74-7
- K. Balser/M. Kramp/J. Müller/J. Gotzmann (Ed.): Himmel und Hölle. Das Leben der Kölner Homosexuellen 1945 bis 1969, Emons-Verlag, Colonia 1994, ISBN 3-924491-54-2
- J. Müller/W. Berude (Ed.): Das sind Volksfeinde. Die Verfolgung von Homosexuellen an Rhein und Ruhr von 1933 bis 1945, Emons-Verlag, Colonia 1998, ISBN 3-89705-124-9
- E. In het Panhuis: Die Harten und die Zarten. Homosexualität im Film, Colonia 1998
- E. In het Panhuis / H. Potthoff: St. Sebastian oder Die schwule Kunst zu leiden, Colonia 1999
- E. In het Panhuis: Anders als die Andern. Schwule und Lesben in Köln und Umgebung 1895-1918, Emons Verlag, Colonia 2006, ISBN 3-89705-481-7

## Exposiciones
- Troubles in Paradise. 30 Jahre Schwulen- und Lesbenzentren in Köln. Del 9 de marzo al 8 de mayo de 2005 y del 11 de junio al 10 de julio de 2005.
- Phönix in Asche. Fotografien von Hans-Jürgen Esch. Del 13 de marzo al 27 de abril de 2003.
- Hannes Steinert: "Das Glück ist ein Augenblick". Obras de Hannes Steinert en el Centrum Schwule Geschichte y en la sala de exposiciones Jürgen Bahr en Colonia. Del 4 de octubre al 3 de noviembre de 2002.
- Himmel und Hölle. 100 Jahre schwul in Köln. Exposición permanente. Inauguración el 27 de junio de 2002 durante el Europride de 2002.
- Aufgespießt ... Homosexualität in der Karikatur. Del 25 de enero al 20 de abril de 2002.
- Volksaufklärung per Verlagspolitik. Max Spohr (1850-1905), Verleger in Leipzig. Inicialmente mostrado en el Schwules Museum en Berlín del 7 de abril al 4 de junio de 2001, en el CSG del 16 de junio al 21 de julio de 2001, en octubre de 2001 en Leipzig, a principios de 2002 en Múnich.
- Gegen die Regeln. Lesben und Schwule im Sport. Presentado por el SC Janus y CSG. Mostrado del 28 de septiembre al 29 de octubre de 2000 en el Deutschen Sport- und Olympiamuseum, Colonia.
- Registriert. Polizei und Homosexuelle. Mostrado del 5 de mayo al 8 de julio de 2000 en el CSG y en agosto de 2000 en la jefatura de policía de Essen.
- St. Sebastian oder Die schwule Kunst zu leiden. Mostrado del 20 de mayo al 31 de julio de 1999 en el CSG.
- Who Cares? Patrick Hamm: Video Stills. Mostrado del 26 de febrero al 25 de abril de 1999 en el CSG.
- Poster, Posen, Pornos. Zum homosexuellen Männerbild 1945 bis 1998. Mostrado del 12 de septiembre al 31 de octubre de 1998 en el CSG.
- Die Harten und die Zarten. Die Darstellung von Homosexualität im Film. Mostrado del 1 de marzo al 25 de abril de 1998 en el CSG, anteriormente en el KCM Münster.
- "Das sind Volksfeinde!" Kölner Sonderaktion gegen Homosexuelle im Sommer 1938. Mostrado del 4 de junio al 9 de agosto de 1998 en el EL-DE-Haus (Centro de documentación nazi), Colonia, seguidamente en Saarbrücken y Duisburg.
- Enthüllungen! Die 1. Kölner Reliquienausstellung aus über 2000 Jahren schwuler Geschichte. Mostrado del 23 de junio al 8 de julio de 1995 en "Quo Vadis", Colonia.
- "Verführte Männer." Das Leben der Kölner Homosexuellen im Dritten Reich. Mostrado del 18 de abril al 26 de mayo de 1991 en la galería 68/elf de Colonia; seguidamente, entre otros lugares en Berlín y Leipzig.
- Dornröschen. Das Leben der "Verzauberten" im Köln der 20er Jahre. Mostrado en octubre de 1987 en el Centro de gais y lesbianas de Colonia.